# علی حق‌نویس
میرزا علی حق‌نویس (۱۲۵۰خ قم - ۱۳۳۵خ) قاضی، روزنامه‌نگار، سناتور و نماینده مجلس شورای ملی بود.
پدرش میرزا جواد قمی بود. تحصیلات دینی را تا رسیدن به درجه اجتهاد در قم ادامه داد و سپس به تهران رفت و در مدرسه سیاسی تحصیل کرد که مشیرالدوله برپا کرده بود. سپس به استخدام عدلیه درآمد و قاضی شد. در سال ۱۲۹۰ خورشیدی به ریاست محاکم ابتدائی (دادگاههای بدوی) رسید. از سال ۱۲۹۵ به سید ضیاءالدین طباطبایی نزدیک شد و سردبیری روزنامه رعد را به عهده گرفت که سید ضیاء انتشار می داد. پس از کودتای سوم اسفند ۱۲۹۹ که سید ضیاء روی کار آمد، معاون و عملاً کفیل (سرپرست) وزارت عدلیه شد. در پی به سلطنت رسیدن رضا شاه، به نمایندگی قم وارد مجلس شورای ملی شد (دوره ششم). با پایان دوره نمایندگی‌اش با رتبه قضائی در اداره ثبت اسناد اشتغال یافت و بعداً رئیس بازرسی وزارت راه شد. او بتدریج از صفحه سیاسی محو و از خاطره‌ها پاک شده بود تا اینکه در سال ۱۳۲۸ که با تشکیل مجلس سنا، عضویت این مجلس به سید ضیاء پیشنهاد شد، او نپذیرفت و پیشنهاد داد که این کرسی به دوستش علی حق‌نویس داده شود. بدین ترتیب حق‌نویس سناتور شد و کرسی خود را در دوره بعد این مجلس نیز حفظ کرد تا اینکه درگذشت. 